# 조선외국문도서출판사
조선외국문도서출판사는 조선민주주의인민공화국의 출판사이다.

## 개요
외국문출판사는 1946년에 "새 조선사"라는 이름으로 설립되었다.
이 출판사는 평양시의 서성구역에 있는 장경2동에 있다.
이 출판사에서는 조선 상품을 안내하는 화보인 《금일의 조선》을 중국어와 영어로 발행하고 있으며, 《조선》을 발간하고 있다. 《조선》은 컬러 사진을 게재하고 《조선화보편집위원회》에서 편집하는 대외용 화보이다.
대외용화보 《조선》은 러시아어와 조선어, 중국어로 발행하고 있으며, 조선의 주요 사회 부문 기사를 편집하여 내놓고 있다. 이 출판사에서는 중국어, 러시아어, 영어, 독일어, 아랍어, 일본어, 프랑스어, 일본어, 스페인어로 된 도서들을 발간하고있다.
그 외에도 외국어 공부를 가르치는 학생들을 위해 가르치는 교과서도 발간하고 있으며, 도서 《평양축전》, 《항일의 녀장군 김정숙 녀사의 혁명 활동 실록》, 김정일 국방위원회 위원장 겸 조선로동당 총서기가 정치하고 있는 모습을 찍은 동정 화보 《인류의 스승》도 발간하였다.

## 주요 제품
- 오늘의 조선
- 조선화보
- 우리나라의 무역

## 연혁
- 1946년: 새조선사 설립
- 1956년: 외국문출판사로 사명 변경

## 같이 보기
- 외문출판사
- 조선로동당출판사